# کاکتوس‌های همیشه‌گل
کاکتوس‌های همیشه‌گل (نام علمی: Neoraimondia) نام یک سرده از تبار براونینگ‌تباران است.